# Khúc côn cầu trên băng tại Thế vận hội Mùa đông 2018 - Nữ
Giải đấu khúc côn cầu trên băng nữ tại Thế vận hội Mùa đông 2018 diễn ra ở Gangneung, Hàn Quốc từ 10 tới 22 tháng 2 năm 2018. Có tám nước giành quyền tham dự giải đấu này; năm trong số đó giành suất trực tiếp thông qua bảng xếp hạng của Liên đoàn khúc côn cầu trên băng quốc tế, một suất đặc cách dành cho chủ nhà Hàn Quốc, trong khi hai suất còn lại thông qua một giải đấu vòng loại. Theo một thỏa thuận đặc biệt giữa IOC và IIHF, mười hai cầu thủ Bắc Triều Tiên sẽ tham gia vào đội hình đội tuyển chủ nhà để tham dự giải đấu. Đội tuyển hợp nhất này được phép có trong đội hình 35 người với 22 người được đăng ký cho mỗi trận. Ba cầu thủ của Bắc Triều Tiên được lựa chọn cho mỗi trận bởi huấn luyện viên trưởng Sarah Murray.
Chiến thắng trước Canada trong trận chung kết đánh dấu lần đầu tiên sau 20 năm Mỹ mới có thể giành vàng trong môn khúc côn cầu nữ. Trước đó họ từng vô địch năm 1998 ở Nagano. Trận thua cũng khiến Canada kết thúc chuỗi vô địch của họ kể từ năm 2002.

## Vòng loại

### Các đội vượt qua vòng loại
| Sự kiện                      | Ngày                                      | Địa điểm    | Số đội | Quốc gia                                        |
| ---------------------------- | ----------------------------------------- | ----------- | ------ | ----------------------------------------------- |
| Chủ nhà                      | 19 tháng 9 năm 2014                       | Tenerife    | 1      | Hàn Quốc[a]                                     |
| Xếp hạng thế giới 2016[b]    | 7 tháng 12 năm 2012 – 10 tháng 4 năm 2016 | Kamloops[c] | 5      | Hoa Kỳ · Canada · Phần Lan · Nga[d] · Thụy Điển |
| Giải đấu vòng loại cuối cùng | 9–12 tháng 2 năm 2017                     | Arosa       | 1      | Thụy Sĩ                                         |
| Giải đấu vòng loại cuối cùng | 9–12 tháng 2 năm 2017                     | Tomakomai   | 1      | Nhật Bản                                        |
| Tổng                         |                                           |             | 8      |                                                 |

Ghi chú
1. a Sau các cuộc đàm phán ở Panmunjom vào ngày 17 tháng 1 năm 2018, đội tuyển Triều Tiên thống nhất bao gồm các cầu thủ của Bắc Triều Tiên và Hàn Quốc được thành lập để tranh tài tại Thế vận hội Mùa đông 2018.[8]
2. b Bảng xếp hạng thế giới 2016 gồm các giải đấu sau: Giải vô địch thế giới 2013, Thế vận hội Mùa đông 2014, Giải vô địch thế giới 2014 và Giải vô địch thế giới 2015, Giải vô địch thế giới 2016
3. c Kamloops là địa điểm diễn ra IIHF Women's World Championship 2016; sau khi giải đấu kết thúc thứ hạng chính thức được chốt lại.
4. d Vào tháng 12 năm 2017, Ủy ban Olympic Quốc tế cấm Nga tham gia Thế vận hội Mùa đông do các cáo buộc doping. Các vận động viên Nga chứng minh mình trong sạch sẽ được tham dự với tư cách Vận động viên Olympic từ Nga.[9]

## Thể thức
Bốn đội tuyển hàng đầu là Hoa Kỳ, Canada, Phần Lan và Nga thi đấu ở bảng A, bốn đội còn lại thi đấu ở bảng B. Hai đội đầu bảng A vào thẳng bán kết. Ở tứ kết, đội thứ ba bảng A thi đấu với đội nhì bảng B, còn đội thứ tư bảng A đối đầu với đội nhất bảng B. Các đội thắng tiến vào bán kết, còn hai đội thua sẽ đối đầu với đội thứ ba và thứ tư bảng B trong vòng phân hạng từ thứ năm tới tám.

## Trọng tài
10 trọng tài chính và 9 trọng tài biên được lựa chọn để điều hành giải đấu.
| Trọng tài chính - Gabrielle Ariano-Lortie - Nicole Hertrich - Aina Hove - Drahomira Fialova - Nikoleta Celárová - Gabriella Gran - Katarina Timglas - Dina Allen - Katie Guay - Melissa Szkola | Trọng tài biên - Justine Todd - Zuzana Svobodová - Jenni Heikkinen - Johanna Tauriainen - Charlotte Girard-Fabre - Lisa Linnek - Nataša Pagon - Veronica Johansson - Jessica Leclerc |

## Vòng bảng
Giờ thi đấu là giờ địa phương (UTC+9).

### Bảng A
| VT | Đội                          | Tr | T | THP | BHP | B | BT | BB | BHS | Đ | Giành quyền tham dự |
| -- | ---------------------------- | -- | - | --- | --- | - | -- | -- | --- | - | ------------------- |
| 1  | Canada                       | 3  | 3 | 0   | 0   | 0 | 11 | 2  | +9  | 9 | Bán kết             |
| 2  | Hoa Kỳ                       | 3  | 2 | 0   | 0   | 1 | 9  | 3  | +6  | 6 | Bán kết             |
| 3  | Phần Lan                     | 3  | 1 | 0   | 0   | 2 | 7  | 8  | −1  | 3 | Tứ kết              |
| 4  | Vận động viên Olympic từ Nga | 3  | 0 | 0   | 0   | 3 | 1  | 15 | −14 | 0 | Tứ kết              |

| 11 tháng 2 năm 2018 16:40 | Phần Lan | 1–3 (1–0, 0–2, 0–1) | Hoa Kỳ | Kwandong Hockey Centre, Gangneung Số khán giả: 4.032 |

| Nguồn | Nguồn           | Nguồn                             | Nguồn         | Nguồn                                                                                          |
| --- | --------------- | --------------------------------- | ------------- | ---------------------------------------------------------------------------------------------- |
| | Noora Räty      | Thủ môn                           | Maddie Rooney | Trọng tài: Nicole Hertrich Aina Hove Trọng tài biên: Charlotte Girard-Fabre Veronica Johansson |
| \| Hovi (Nieminen, Välimäki) – 19:54 \| 1–0 \| \| \| \| 1–1 \| 28:58 – Lamoureux-Morando \| \| \| 1–2 \| 31:29 – Coyne (Knight, Decker) \| \| \| 1–3 \| 59:47 – Cameranesi (Keller) (ENG) \| |                 |                                   |               | Trọng tài: Nicole Hertrich Aina Hove Trọng tài biên: Charlotte Girard-Fabre Veronica Johansson |
| 8 phút | Số phút bị phạt | 4 phút                            |               | Trọng tài: Nicole Hertrich Aina Hove Trọng tài biên: Charlotte Girard-Fabre Veronica Johansson |
| 24 | Số cú đánh      | 42                                |               | Trọng tài: Nicole Hertrich Aina Hove Trọng tài biên: Charlotte Girard-Fabre Veronica Johansson |
| Hovi (Nieminen, Välimäki) – 19:54 | 1–0             |                                   |               | Trọng tài: Nicole Hertrich Aina Hove Trọng tài biên: Charlotte Girard-Fabre Veronica Johansson |
| | 1–1             | 28:58 – Lamoureux-Morando         |               | Trọng tài: Nicole Hertrich Aina Hove Trọng tài biên: Charlotte Girard-Fabre Veronica Johansson |
| | 1–2             | 31:29 – Coyne (Knight, Decker)    |               | Trọng tài: Nicole Hertrich Aina Hove Trọng tài biên: Charlotte Girard-Fabre Veronica Johansson |
| | 1–3             | 59:47 – Cameranesi (Keller) (ENG) |               |                                                                                                |

| 11 tháng 2 năm 2018 21:10 | Canada | 5–0 (0–0, 3–0, 2–0) | Vận động viên Olympic từ Nga | Kwandong Hockey Centre, Gangneung Số khán giả: 3.912 |

| Nguồn | Nguồn              | Nguồn   | Nguồn                                   | Nguồn                                                                                     |
| --- | ------------------ | ------- | --------------------------------------- | ----------------------------------------------------------------------------------------- |
| | Ann-Renée Desbiens | Thủ môn | Nadezhda Morozova Nadezhda Aleksandrova | Trọng tài: Nikoleta Celárová Katarina Timglas Trọng tài biên: Jenni Heikkinen Lisa Linnek |
| \| Johnston (Jenner, Saulnier) – 21:55 \| 1–0 \| \| \| Irwin (Johnston) (PP) – 24:13 \| 2–0 \| \| \| Daoust (Agosta, Poulin) – 35:58 \| 3–0 \| \| \| Johnston (Lacquette, Poulin) (PP2) – 48:41 \| 4–0 \| \| \| Daoust (Poulin) – 50:44 \| 5–0 \| \| |                    |         |                                         | Trọng tài: Nikoleta Celárová Katarina Timglas Trọng tài biên: Jenni Heikkinen Lisa Linnek |
| 4 phút | Số phút bị phạt    | 14 phút |                                         | Trọng tài: Nikoleta Celárová Katarina Timglas Trọng tài biên: Jenni Heikkinen Lisa Linnek |
| 48 | Số cú đánh         | 18      |                                         | Trọng tài: Nikoleta Celárová Katarina Timglas Trọng tài biên: Jenni Heikkinen Lisa Linnek |
| Johnston (Jenner, Saulnier) – 21:55 | 1–0                |         |                                         | Trọng tài: Nikoleta Celárová Katarina Timglas Trọng tài biên: Jenni Heikkinen Lisa Linnek |
| Irwin (Johnston) (PP) – 24:13 | 2–0                |         |                                         | Trọng tài: Nikoleta Celárová Katarina Timglas Trọng tài biên: Jenni Heikkinen Lisa Linnek |
| Daoust (Agosta, Poulin) – 35:58 | 3–0                |         |                                         | Trọng tài: Nikoleta Celárová Katarina Timglas Trọng tài biên: Jenni Heikkinen Lisa Linnek |
| Johnston (Lacquette, Poulin) (PP2) – 48:41 | 4–0                |         |                                         |                                                                                           |
| Daoust (Poulin) – 50:44 | 5–0                |         |                                         |                                                                                           |

| 13 tháng 2 năm 2018 16:40 | Canada | 4–1 (2–0, 2–0, 0–1) | Phần Lan | Kwandong Hockey Centre, Gangneung Số khán giả: 3.879 |

| Nguồn | Nguồn            | Nguồn                             | Nguồn      | Nguồn                                                                                    |
| --- | ---------------- | --------------------------------- | ---------- | ---------------------------------------------------------------------------------------- |
| | Shannon Szabados | Thủ môn                           | Noora Räty | Trọng tài: Dina Allena Melissa Szkola Trọng tài biên: Veronica Johansson Jessica Leclerc |
| \| Agosta (Daoust) – 00:35 \| 1–0 \| \| \| Poulin – 17:11 \| 2–0 \| \| \| Daoust (Fortino, Agosta) – 28:19 \| 3–0 \| \| \| Saulnier (Johnston) – 38:26 \| 4–0 \| \| \| \| 4–1 \| 47:17 – Välilä (Tapani, Karvinen) \| |                  |                                   |            | Trọng tài: Dina Allena Melissa Szkola Trọng tài biên: Veronica Johansson Jessica Leclerc |
| 8 phút | Số phút bị phạt  | 10 phút                           |            | Trọng tài: Dina Allena Melissa Szkola Trọng tài biên: Veronica Johansson Jessica Leclerc |
| 32 | Số cú đánh       | 23                                |            | Trọng tài: Dina Allena Melissa Szkola Trọng tài biên: Veronica Johansson Jessica Leclerc |
| Agosta (Daoust) – 00:35 | 1–0              |                                   |            | Trọng tài: Dina Allena Melissa Szkola Trọng tài biên: Veronica Johansson Jessica Leclerc |
| Poulin – 17:11 | 2–0              |                                   |            | Trọng tài: Dina Allena Melissa Szkola Trọng tài biên: Veronica Johansson Jessica Leclerc |
| Daoust (Fortino, Agosta) – 28:19 | 3–0              |                                   |            | Trọng tài: Dina Allena Melissa Szkola Trọng tài biên: Veronica Johansson Jessica Leclerc |
| Saulnier (Johnston) – 38:26 | 4–0              |                                   |            |                                                                                          |
| | 4–1              | 47:17 – Välilä (Tapani, Karvinen) |            |                                                                                          |

| 13 tháng 2 năm 2018 21:10 | Hoa Kỳ | 5–0 (1–0, 3–0, 1–0) | Vận động viên Olympic từ Nga | Kwandong Hockey Centre, Gangneung Số khán giả: 3.797 |

| Nguồn | Nguồn           | Nguồn   | Nguồn                                | Nguồn                                                                                                 |
| --- | --------------- | ------- | ------------------------------------ | --- |
| | Nicole Hensley  | Thủ môn | Valeria Tarakanova Nadezhda Morozova | Trọng tài: Gabrielle Ariano-Lortie Gabriella Gran Trọng tài biên: Zuzana Svobodová Johanna Tauriainen |
| \| Bellamy (Lamoureux-Davidson, Marvin) – 08:02 \| 1–0 \| \| \| Lamoureux-Davidson (Lamoureux-Morando) – 31:46 \| 2–0 \| \| \| Lamoureux-Davidson – 31:52 \| 3–0 \| \| \| Marvin (Pelkey, Duggan) – 34:38 \| 4–0 \| \| \| Brandt (Cameranesi, Keller) – 58:23 \| 5–0 \| \| |                 |         |                                      | Trọng tài: Gabrielle Ariano-Lortie Gabriella Gran Trọng tài biên: Zuzana Svobodová Johanna Tauriainen |
| 2 phút | Số phút bị phạt | 6 phút  |                                      | Trọng tài: Gabrielle Ariano-Lortie Gabriella Gran Trọng tài biên: Zuzana Svobodová Johanna Tauriainen |
| 50 | Số cú đánh      | 13      |                                      | Trọng tài: Gabrielle Ariano-Lortie Gabriella Gran Trọng tài biên: Zuzana Svobodová Johanna Tauriainen |
| Bellamy (Lamoureux-Davidson, Marvin) – 08:02 | 1–0             |         |                                      | Trọng tài: Gabrielle Ariano-Lortie Gabriella Gran Trọng tài biên: Zuzana Svobodová Johanna Tauriainen |
| Lamoureux-Davidson (Lamoureux-Morando) – 31:46 | 2–0             |         |                                      | Trọng tài: Gabrielle Ariano-Lortie Gabriella Gran Trọng tài biên: Zuzana Svobodová Johanna Tauriainen |
| Lamoureux-Davidson – 31:52 | 3–0             |         |                                      | Trọng tài: Gabrielle Ariano-Lortie Gabriella Gran Trọng tài biên: Zuzana Svobodová Johanna Tauriainen |
| Marvin (Pelkey, Duggan) – 34:38 | 4–0             |         |                                      | |
| Brandt (Cameranesi, Keller) – 58:23 | 5–0             |         |                                      | |

| 15 tháng 2 năm 2018 12:10 | Hoa Kỳ | 1–2 (0–0, 0–2, 1–0) | Canada | Kwandong Hockey Centre, Gangneung Số khán giả: 3.885 |

| Nguồn | Nguồn           | Nguồn                                 | Nguồn             | Nguồn                                                                                    |
| --- | --------------- | ------------------------------------- | ----------------- | ---------------------------------------------------------------------------------------- |
| | Maddie Rooney   | Thủ môn                               | Geneviève Lacasse | Trọng tài: Aina Hove Katarina Timglas Trọng tài biên: Jenni Heikkinen Veronica Johansson |
| \| \| 0–1 \| 27:18 – Agosta (Spooner, Jenner) (PP) \| \| \| 0–2 \| 34:56 – Nurse (Larocque) \| \| Coyne (Decker) – 40:23 \| 1–2 \| \| |                 |                                       |                   | Trọng tài: Aina Hove Katarina Timglas Trọng tài biên: Jenni Heikkinen Veronica Johansson |
| 12 phút | Số phút bị phạt | 8 phút                                |                   | Trọng tài: Aina Hove Katarina Timglas Trọng tài biên: Jenni Heikkinen Veronica Johansson |
| 45 | Số cú đánh      | 23                                    |                   | Trọng tài: Aina Hove Katarina Timglas Trọng tài biên: Jenni Heikkinen Veronica Johansson |
| | 0–1             | 27:18 – Agosta (Spooner, Jenner) (PP) |                   | Trọng tài: Aina Hove Katarina Timglas Trọng tài biên: Jenni Heikkinen Veronica Johansson |
| | 0–2             | 34:56 – Nurse (Larocque)              |                   | Trọng tài: Aina Hove Katarina Timglas Trọng tài biên: Jenni Heikkinen Veronica Johansson |
| Coyne (Decker) – 40:23 | 1–2             |                                       |                   | Trọng tài: Aina Hove Katarina Timglas Trọng tài biên: Jenni Heikkinen Veronica Johansson |

| 15 tháng 2 năm 2018 16:40 | Vận động viên Olympic từ Nga | 1–5 (0–1, 0–2, 1–2) | Phần Lan | Kwandong Hockey Centre, Gangneung Số khán giả: 3.353 |

| Nguồn | Nguồn             | Nguồn                                        | Nguồn      | Nguồn                                                                              |
| --- | ----------------- | -------------------------------------------- | ---------- | ---------------------------------------------------------------------------------- |
| | Nadezhda Morozova | Thủ môn                                      | Noora Räty | Trọng tài: Nicole Hertrich Melissa Szkola Trọng tài biên: Lisa Linnek Justine Todd |
| \| \| 0–1 \| 17:47 – Karvinen (Hiirikoski) (PP) \| \| \| 0–2 \| 20:20 – Karvinen (Nuutinen, Välilä) \| \| \| 0–3 \| 39:08 – Välilä \| \| Shokhina (Belyakova) – 44:50 \| 1–3 \| \| \| \| 1–4 \| 52:49 – Tuominen (Hiirikoski, Nieminen) (PP) \| \| \| 1–5 \| 55:33 – Nieminen \| |                   |                                              |            | Trọng tài: Nicole Hertrich Melissa Szkola Trọng tài biên: Lisa Linnek Justine Todd |
| 8 phút | Số phút bị phạt   | 4 phút                                       |            | Trọng tài: Nicole Hertrich Melissa Szkola Trọng tài biên: Lisa Linnek Justine Todd |
| 25 | Số cú đánh        | 37                                           |            | Trọng tài: Nicole Hertrich Melissa Szkola Trọng tài biên: Lisa Linnek Justine Todd |
| | 0–1               | 17:47 – Karvinen (Hiirikoski) (PP)           |            | Trọng tài: Nicole Hertrich Melissa Szkola Trọng tài biên: Lisa Linnek Justine Todd |
| | 0–2               | 20:20 – Karvinen (Nuutinen, Välilä)          |            | Trọng tài: Nicole Hertrich Melissa Szkola Trọng tài biên: Lisa Linnek Justine Todd |
| | 0–3               | 39:08 – Välilä                               |            | Trọng tài: Nicole Hertrich Melissa Szkola Trọng tài biên: Lisa Linnek Justine Todd |
| Shokhina (Belyakova) – 44:50 | 1–3               |                                              |            |                                                                                    |
| | 1–4               | 52:49 – Tuominen (Hiirikoski, Nieminen) (PP) |            |                                                                                    |
| | 1–5               | 55:33 – Nieminen                             |            |                                                                                    |

### Bảng B
| VT | Đội            | Tr | T | THP | BHP | B | BT | BB | BHS | Đ | Giành quyền tham dự |
| -- | -------------- | -- | - | --- | --- | - | -- | -- | --- | - | ------------------- |
| 1  | Thụy Sĩ        | 3  | 3 | 0   | 0   | 0 | 13 | 2  | +11 | 9 | Tứ kết              |
| 2  | Thụy Điển      | 3  | 2 | 0   | 0   | 1 | 11 | 3  | +8  | 6 | Tứ kết              |
| 3  | Nhật Bản       | 3  | 1 | 0   | 0   | 2 | 6  | 6  | 0   | 3 | Phân hạng           |
| 4  | Triều Tiên (H) | 3  | 0 | 0   | 0   | 3 | 1  | 20 | −19 | 0 | Phân hạng           |

| 10 tháng 2 năm 2018 16:40 | Nhật Bản | 1–2 (0–1, 1–0, 0–1) | Thụy Điển | Kwandong Hockey Centre, Gangneung Số khán giả: 3.762 |

| Nguồn | Nguồn           | Nguồn                           | Nguồn      | Nguồn                                                                              |
| --- | --------------- | ------------------------------- | ---------- | ---------------------------------------------------------------------------------- |
| | Nana Fujimoto   | Thủ môn                         | Sara Grahn | Trọng tài: Katie Guay Melissa Szkola Trọng tài biên: Nataša Pagon Zuzana Svobodová |
| \| \| 0–1 \| 02:21 – Rask (Küller, Carlsson) \| \| Ukita (Kubo) – 36:52 \| 1–1 \| \| \| \| 1–2 \| 41:53 – Hjalmarsson (Grahm) \| |                 |                                 |            | Trọng tài: Katie Guay Melissa Szkola Trọng tài biên: Nataša Pagon Zuzana Svobodová |
| 2 phút | Số phút bị phạt | 8 phút                          |            | Trọng tài: Katie Guay Melissa Szkola Trọng tài biên: Nataša Pagon Zuzana Svobodová |
| 31 | Số cú đánh      | 26                              |            | Trọng tài: Katie Guay Melissa Szkola Trọng tài biên: Nataša Pagon Zuzana Svobodová |
| | 0–1             | 02:21 – Rask (Küller, Carlsson) |            | Trọng tài: Katie Guay Melissa Szkola Trọng tài biên: Nataša Pagon Zuzana Svobodová |
| Ukita (Kubo) – 36:52 | 1–1             |                                 |            | Trọng tài: Katie Guay Melissa Szkola Trọng tài biên: Nataša Pagon Zuzana Svobodová |
| | 1–2             | 41:53 – Hjalmarsson (Grahm)     |            | Trọng tài: Katie Guay Melissa Szkola Trọng tài biên: Nataša Pagon Zuzana Svobodová |

| 10 tháng 2 năm 2018 21:10 | Thụy Sĩ | 8–0 (3–0, 3–0, 2–0) | Triều Tiên | Kwandong Hockey Centre, Gangneung Số khán giả: 3.606 |

| Nguồn | Nguồn              | Nguồn   | Nguồn        | Nguồn                                                                                      |
| --- | ------------------ | ------- | ------------ | ------------------------------------------------------------------------------------------ |
| | Florence Schelling | Thủ môn | Shin So-jung | Trọng tài: Dina Allen Gabrielle Ariano-Lortie Trọng tài biên: Jessica Leclerc Justine Todd |
| \| Müller (S. Benz) (SH) – 10:23 \| 1–0 \| \| \| Müller (S. Benz, Stalder) – 11:24 \| 2–0 \| \| \| Müller (S. Benz, Meier) – 19:49 \| 3–0 \| \| \| Müller – 21:26 \| 4–0 \| \| \| Stänz (Raselli) – 22:21 \| 5–0 \| \| \| Stänz (Raselli) – 37:19 \| 6–0 \| \| \| Stalder (Meier, Müller) (PP) – 49:42 \| 7–0 \| \| \| Stalder (Müller) – 51:48 \| 8–0 \| \| |                    |         |              | Trọng tài: Dina Allen Gabrielle Ariano-Lortie Trọng tài biên: Jessica Leclerc Justine Todd |
| 12 phút | Số phút bị phạt    | 6 phút  |              | Trọng tài: Dina Allen Gabrielle Ariano-Lortie Trọng tài biên: Jessica Leclerc Justine Todd |
| 52 | Số cú đánh         | 8       |              | Trọng tài: Dina Allen Gabrielle Ariano-Lortie Trọng tài biên: Jessica Leclerc Justine Todd |
| Müller (S. Benz) (SH) – 10:23 | 1–0                |         |              | Trọng tài: Dina Allen Gabrielle Ariano-Lortie Trọng tài biên: Jessica Leclerc Justine Todd |
| Müller (S. Benz, Stalder) – 11:24 | 2–0                |         |              | Trọng tài: Dina Allen Gabrielle Ariano-Lortie Trọng tài biên: Jessica Leclerc Justine Todd |
| Müller (S. Benz, Meier) – 19:49 | 3–0                |         |              | Trọng tài: Dina Allen Gabrielle Ariano-Lortie Trọng tài biên: Jessica Leclerc Justine Todd |
| Müller – 21:26 | 4–0                |         |              |                                                                                            |
| Stänz (Raselli) – 22:21 | 5–0                |         |              |                                                                                            |
| Stänz (Raselli) – 37:19 | 6–0                |         |              |                                                                                            |
| Stalder (Meier, Müller) (PP) – 49:42 | 7–0                |         |              |                                                                                            |
| Stalder (Müller) – 51:48 | 8–0                |         |              |                                                                                            |

| 12 tháng 2 năm 2018 16:40 | Thụy Sĩ | 3–1 (0–0, 2–0, 1–1) | Nhật Bản | Kwandong Hockey Centre, Gangneung Số khán giả: 4.033 |

| Nguồn | Nguồn              | Nguồn                        | Nguồn         | Nguồn                                                                            |
| --- | ------------------ | ---------------------------- | ------------- | -------------------------------------------------------------------------------- |
| | Florence Schelling | Thủ môn                      | Nana Fujimoto | Trọng tài: Gabriella Gran Aina Hove Trọng tài biên: Jenni Heikkinen Natasa Pagon |
| \| S. Benz (Rüegg, L. Benz) (PP) – 30:19 \| 1–0 \| \| \| S. Benz (Meier) (PP) – 33:10 \| 2–0 \| \| \| Müller – 44:27 \| 3–0 \| \| \| \| 3–1 \| 47:33 – Kubo (Hori, H. Toko) \| |                    |                              |               | Trọng tài: Gabriella Gran Aina Hove Trọng tài biên: Jenni Heikkinen Natasa Pagon |
| 10 phút | Số phút bị phạt    | 8 phút                       |               | Trọng tài: Gabriella Gran Aina Hove Trọng tài biên: Jenni Heikkinen Natasa Pagon |
| 18 | Số cú đánh         | 38                           |               | Trọng tài: Gabriella Gran Aina Hove Trọng tài biên: Jenni Heikkinen Natasa Pagon |
| S. Benz (Rüegg, L. Benz) (PP) – 30:19 | 1–0                |                              |               | Trọng tài: Gabriella Gran Aina Hove Trọng tài biên: Jenni Heikkinen Natasa Pagon |
| S. Benz (Meier) (PP) – 33:10 | 2–0                |                              |               | Trọng tài: Gabriella Gran Aina Hove Trọng tài biên: Jenni Heikkinen Natasa Pagon |
| Müller – 44:27 | 3–0                |                              |               | Trọng tài: Gabriella Gran Aina Hove Trọng tài biên: Jenni Heikkinen Natasa Pagon |
| | 3–1                | 47:33 – Kubo (Hori, H. Toko) |               |                                                                                  |

| 12 tháng 2 năm 2018 21:10 | Thụy Điển | 8–0 (4–0, 1–0, 3–0) | Triều Tiên | Kwandong Hockey Centre, Gangneung Số khán giả: 4,244 |

| Nguồn | Nguồn           | Nguồn   | Nguồn        | Nguồn                                                                                                   |
| --- | --------------- | ------- | ------------ | --- |
| | Sara Grahn      | Thủ môn | Shin So-jung | Trọng tài: Gabrielle Ariano-Lortie Drahomira Fialova Trọng tài biên: Johanna Tauriainen Jessica Leclerc |
| \| Nylén Persson (Alasalmi) (PP) – 04:00 \| 1–0 \| \| \| Lundberg (Rask, Grahm) – 09:47 \| 2–0 \| \| \| Fällman (Rask, Küller) – 10:17 \| 3–0 \| \| \| Udén Johansson (Johansson) – 17:04 \| 4–0 \| \| \| Winberg (Lundberg, Alasalmi) – 24:08 \| 5-0 \| \| \| Nordin (Winberg) – 41:09 \| 6–0 \| \| \| Winberg (Grahm, Nordin) – 41:45 \| 7–0 \| \| \| Stenberg (Winberg) – 45:34 \| 8–0 \| \| |                 |         |              | Trọng tài: Gabrielle Ariano-Lortie Drahomira Fialova Trọng tài biên: Johanna Tauriainen Jessica Leclerc |
| 8 phút | Số phút bị phạt | 6 phút  |              | Trọng tài: Gabrielle Ariano-Lortie Drahomira Fialova Trọng tài biên: Johanna Tauriainen Jessica Leclerc |
| 50 | Số cú đánh      | 19      |              | Trọng tài: Gabrielle Ariano-Lortie Drahomira Fialova Trọng tài biên: Johanna Tauriainen Jessica Leclerc |
| Nylén Persson (Alasalmi) (PP) – 04:00 | 1–0             |         |              | Trọng tài: Gabrielle Ariano-Lortie Drahomira Fialova Trọng tài biên: Johanna Tauriainen Jessica Leclerc |
| Lundberg (Rask, Grahm) – 09:47 | 2–0             |         |              | Trọng tài: Gabrielle Ariano-Lortie Drahomira Fialova Trọng tài biên: Johanna Tauriainen Jessica Leclerc |
| Fällman (Rask, Küller) – 10:17 | 3–0             |         |              | Trọng tài: Gabrielle Ariano-Lortie Drahomira Fialova Trọng tài biên: Johanna Tauriainen Jessica Leclerc |
| Udén Johansson (Johansson) – 17:04 | 4–0             |         |              | |
| Winberg (Lundberg, Alasalmi) – 24:08 | 5-0             |         |              | |
| Nordin (Winberg) – 41:09 | 6–0             |         |              | |
| Winberg (Grahm, Nordin) – 41:45 | 7–0             |         |              | |
| Stenberg (Winberg) – 45:34 | 8–0             |         |              | |

| 14 tháng 2 năm 2018 12:10 | Thụy Điển | 1–2 (0–0, 0–1, 1–1) | Thụy Sĩ | Kwandong Hockey Centre, Gangneung Số khán giả: 3.545 |

| Nguồn | Nguồn           | Nguồn                                | Nguồn              | Nguồn                                                                                      |
| --- | --------------- | ------------------------------------ | ------------------ | ------------------------------------------------------------------------------------------ |
| | Sara Grahn      | Thủ môn                              | Florence Schelling | Trọng tài: Nikoleta Celárová Katie Guay Trọng tài biên: Charlotte Girard-Fabre Lisa Linnek |
| \| \| 0–1 \| 33:51 – Müller (Meier, Stalder) (PP) \| \| Borgqvist (Olsson, Nyhlén Persson) (PP) – 47:35 \| 1–1 \| \| \| \| 1–2 \| 51:28 – Stänz (Meier, Müller) (PP) \| |                 |                                      |                    | Trọng tài: Nikoleta Celárová Katie Guay Trọng tài biên: Charlotte Girard-Fabre Lisa Linnek |
| 12 phút | Số phút bị phạt | 8 phút                               |                    | Trọng tài: Nikoleta Celárová Katie Guay Trọng tài biên: Charlotte Girard-Fabre Lisa Linnek |
| 34 | Số cú đánh      | 47                                   |                    | Trọng tài: Nikoleta Celárová Katie Guay Trọng tài biên: Charlotte Girard-Fabre Lisa Linnek |
| | 0–1             | 33:51 – Müller (Meier, Stalder) (PP) |                    | Trọng tài: Nikoleta Celárová Katie Guay Trọng tài biên: Charlotte Girard-Fabre Lisa Linnek |
| Borgqvist (Olsson, Nyhlén Persson) (PP) – 47:35 | 1–1             |                                      |                    | Trọng tài: Nikoleta Celárová Katie Guay Trọng tài biên: Charlotte Girard-Fabre Lisa Linnek |
| | 1–2             | 51:28 – Stänz (Meier, Müller) (PP)   |                    | Trọng tài: Nikoleta Celárová Katie Guay Trọng tài biên: Charlotte Girard-Fabre Lisa Linnek |

| 14 tháng 2 năm 2018 16:40 | Triều Tiên | 1–4 (0–2, 1–0, 0–2) | Nhật Bản | Kwandong Hockey Centre, Gangneung Số khán giả: 4.110 |

| Nguồn | Nguồn           | Nguồn                                     | Nguồn         | Nguồn                                                                                         |
| --- | --------------- | ----------------------------------------- | ------------- | --------------------------------------------------------------------------------------------- |
| | Shin So-jung    | Thủ môn                                   | Akane Konishi | Trọng tài: Drahomira Fialova Nicole Hertrich Trọng tài biên: Jessica Leclerc Zuzana Svobodová |
| \| \| 0–1 \| 01:07 – Kubo (H. Toko, Ukita) \| \| \| 0–2 \| 03:58 – Ono (Koike, Yoneyama) (PP) \| \| Griffin (Park Yo.) – 29:31 \| 1–2 \| \| \| \| 1–3 \| 51:42 – Koike (Hosoyamada, Yoneyama) (PP) \| \| \| 1–4 \| 58:33 – Ukita (ENG) \| |                 |                                           |               | Trọng tài: Drahomira Fialova Nicole Hertrich Trọng tài biên: Jessica Leclerc Zuzana Svobodová |
| 6 phút | Số phút bị phạt | 4 phút                                    |               | Trọng tài: Drahomira Fialova Nicole Hertrich Trọng tài biên: Jessica Leclerc Zuzana Svobodová |
| 13 | Số cú đánh      | 44                                        |               | Trọng tài: Drahomira Fialova Nicole Hertrich Trọng tài biên: Jessica Leclerc Zuzana Svobodová |
| | 0–1             | 01:07 – Kubo (H. Toko, Ukita)             |               | Trọng tài: Drahomira Fialova Nicole Hertrich Trọng tài biên: Jessica Leclerc Zuzana Svobodová |
| | 0–2             | 03:58 – Ono (Koike, Yoneyama) (PP)        |               | Trọng tài: Drahomira Fialova Nicole Hertrich Trọng tài biên: Jessica Leclerc Zuzana Svobodová |
| Griffin (Park Yo.) – 29:31 | 1–2             |                                           |               | Trọng tài: Drahomira Fialova Nicole Hertrich Trọng tài biên: Jessica Leclerc Zuzana Svobodová |
| | 1–3             | 51:42 – Koike (Hosoyamada, Yoneyama) (PP) |               |                                                                                               |
| | 1–4             | 58:33 – Ukita (ENG)                       |               |                                                                                               |

## Vòng đấu loại trực tiếp

### Nhánh đấu
|  | Tứ kết                       | Tứ kết       |                              |   | Bán kết | Bán kết               |                       |  | Tranh huy chương vàng | Tranh huy chương vàng |
|  |                              |              |                              |   |         |                       |                       |  |                       |                       |
|  |                              |              |                              |   |         |                       |                       |  |                       |                       |
|  |                              |              |                              |   |         |                       |                       |  |                       |                       |
|  |                              |              |                              |   |         |                       |                       |  |                       |                       |
|  | 19 tháng 2                   |              |                              |   |         |                       |                       |  |                       |                       |
|  |                              |              |                              |   |         |                       |                       |  |                       |                       |
|  | Canada                       | 5            |                              |   |         |                       |                       |  |                       |                       |
|  | Canada                       | 5            | 17 tháng 2                   |   |         |                       |                       |  |                       |                       |
|  |                              |              | Vận động viên Olympic từ Nga | 0 |         |                       |                       |  |                       |                       |
|  | Vận động viên Olympic từ Nga | 6            | Vận động viên Olympic từ Nga | 0 |         |                       |                       |  |                       |                       |
|  | Vận động viên Olympic từ Nga | 6            | 22 tháng 2                   |   |         |                       |                       |  |                       |                       |
|  | Thụy Sĩ                      | 2            |                              |   |         |                       |                       |  |                       |                       |
|  | Thụy Sĩ                      | 2            | Canada                       | 2 |         |                       |                       |  |                       |                       |
|  |                              |              | Canada                       | 2 |         |                       |                       |  |                       |                       |
|  |                              | Hoa Kỳ (GWS) | 3                            |   |         |                       |                       |  |                       |                       |
|  |                              | Hoa Kỳ (GWS) | 3                            |   |         |                       |                       |  |                       |                       |
|  | 19 tháng 2                   |              |                              |   |         |                       |                       |  |                       |                       |
|  |                              |              |                              |   |         |                       |                       |  |                       |                       |
|  | Hoa Kỳ                       | 5            |                              |   |         |                       |                       |  |                       |                       |
|  | Hoa Kỳ                       | 5            | 17 tháng 2                   |   |         |                       |                       |  |                       |                       |
|  |                              |              | Phần Lan                     | 0 |         | Tranh huy chương đồng | Tranh huy chương đồng |  |                       |                       |
|  | Phần Lan                     | 7            | Phần Lan                     | 0 |         | Tranh huy chương đồng | Tranh huy chương đồng |  |                       |                       |
|  | Phần Lan                     | 7            | 21 tháng 2                   |   |         |                       |                       |  |                       |                       |
|  | Thụy Điển                    | 2            |                              |   |         |                       |                       |  |                       |                       |
|  | Thụy Điển                    | 2            | Phần Lan                     | 3 |         |                       |                       |  |                       |                       |
|  |                              |              |                              |   |         |                       |                       |  |                       |                       |
|  | Vận động viên Olympic từ Nga | 2            |                              |   |         |                       |                       |  |                       |                       |
|  | Vận động viên Olympic từ Nga | 2            |                              |   |         |                       |                       |  |                       |                       |

Nhánh đấu tranh hạng năm
|  | Bán kết       | Bán kết  |                |   | Tranh hạng năm | Tranh hạng năm |
|  |               |          |                |   |                |                |
|  | 18 tháng 2    |          |                |   |                |                |
|  |               |          |                |   |                |                |
|  | Thụy Sĩ       | 2        |                |   |                |                |
|  | Thụy Sĩ       | 2        | 20 tháng 2     |   |                |                |
|  | Triều Tiên    | 0        |                |   |                |                |
|  | Triều Tiên    | 0        | Thụy Sĩ        | 1 |                |                |
|  | 18 tháng 2    |          | Thụy Sĩ        | 1 |                |                |
|  |               | Nhật Bản | 0              |   |                |                |
|  | Thụy Điển     | Nhật Bản | 0              | 1 |                |                |
|  | Thụy Điển     |          |                | 1 |                |                |
|  | Nhật Bản (OT) | 2        |                |   |                |                |
|  | Nhật Bản (OT) | 2        | Tranh hạng bảy |   |                |                |
|  |               |          |                |   |                |                |
|  | 20 tháng 2    |          |                |   |                |                |
|  |               |          |                |   |                |                |
|  | Thụy Điển     | 6        |                |   |                |                |
|  | Thụy Điển     | 6        |                |   |                |                |
|  | Triều Tiên    | 1        |                |   |                |                |

### Tứ kết
| 17 tháng 2 năm 2018 12:10 | Vận động viên Olympic từ Nga | 6–2 (1–0, 2–2, 3–0) | Thụy Sĩ | Kwandong Hockey Centre, Gangneung Số khán giả: 3.903 |

| Nguồn | Nguồn             | Nguồn                               | Nguồn              | Nguồn                                                                                                 |
| --- | ----------------- | ----------------------------------- | ------------------ | --- |
| | Nadezhda Morozova | Thủ môn                             | Florence Schelling | Trọng tài: Nikoleta Celárová Gabriella Gran Trọng tài biên: Charlotte Girard-Fabre Johanna Tauriainen |
| \| Shokhina (SH2) – 07:22 \| 1–0 \| \| \| \| 1–1 \| 20:48 – Müller (Meier) \| \| \| 1–2 \| 31:47 – Stalder (Stänz, Meier) (PP) \| \| Kulishova (Smolina) – 33:53 \| 2–2 \| \| \| Ganeyeva (Shokhina) (PP) – 38:53 \| 3–2 \| \| \| Dergachyova (Shokhina) – 47:36 \| 4–2 \| \| \| Shokhina (Dergachyova) (PP) – 53:25 \| 5–2 \| \| \| Sosina (SH, ENG) – 59:08 \| 6–2 \| \| |                   |                                     |                    | Trọng tài: Nikoleta Celárová Gabriella Gran Trọng tài biên: Charlotte Girard-Fabre Johanna Tauriainen |
| 12 phút | Số phút bị phạt   | 8 phút                              |                    | Trọng tài: Nikoleta Celárová Gabriella Gran Trọng tài biên: Charlotte Girard-Fabre Johanna Tauriainen |
| 21 | Số cú đánh        | 19                                  |                    | Trọng tài: Nikoleta Celárová Gabriella Gran Trọng tài biên: Charlotte Girard-Fabre Johanna Tauriainen |
| Shokhina (SH2) – 07:22 | 1–0               |                                     |                    | Trọng tài: Nikoleta Celárová Gabriella Gran Trọng tài biên: Charlotte Girard-Fabre Johanna Tauriainen |
| | 1–1               | 20:48 – Müller (Meier)              |                    | Trọng tài: Nikoleta Celárová Gabriella Gran Trọng tài biên: Charlotte Girard-Fabre Johanna Tauriainen |
| | 1–2               | 31:47 – Stalder (Stänz, Meier) (PP) |                    | Trọng tài: Nikoleta Celárová Gabriella Gran Trọng tài biên: Charlotte Girard-Fabre Johanna Tauriainen |
| Kulishova (Smolina) – 33:53 | 2–2               |                                     |                    | |
| Ganeyeva (Shokhina) (PP) – 38:53 | 3–2               |                                     |                    | |
| Dergachyova (Shokhina) – 47:36 | 4–2               |                                     |                    | |
| Shokhina (Dergachyova) (PP) – 53:25 | 5–2               |                                     |                    | |
| Sosina (SH, ENG) – 59:08 | 6–2               |                                     |                    | |

| 17 tháng 2 năm 2018 16:40 | Phần Lan | 7–2 (3–0, 2–2, 2–0) | Thụy Điển | Kwandong Hockey Centre, Gangneung Số khán giả: 3.803 |

| Nguồn | Nguồn           | Nguồn                                  | Nguồn                     | Nguồn                                                                                 |
| --- | --------------- | -------------------------------------- | ------------------------- | ------------------------------------------------------------------------------------- |
| | Noora Räty      | Thủ môn                                | Sara Grahn Sarah Berglind | Trọng tài: Drahomira Fialova Katie Guay Trọng tài biên: Natasa Pagon Zuzana Svobodová |
| \| Nieminen (Hovi) – 06:12 \| 1–0 \| \| \| Välilä (Rahunen) – 15:32 \| 2–0 \| \| \| Tapani (Tulus, Välimäki) (PP) – 17:44 \| 3–0 \| \| \| Karvinen (Tuominen, Savolainen) – 27:14 \| 4–0 \| \| \| \| 4–1 \| 28:53 – Nordin (Grahm, Svedin) \| \| Välilä (Karvinen, Tapani) – 29:29 \| 5–1 \| \| \| \| 5–2 \| 39:12 – Stenberg (Nyhlén-Persson) (SH) \| \| Nuutinen (Tulus, Rahunen) - 44:35 \| 6–2 \| \| \| Hakala (Rajahuhta) - 57:47 \| 7–2 \| \| |                 |                                        |                           | Trọng tài: Drahomira Fialova Katie Guay Trọng tài biên: Natasa Pagon Zuzana Svobodová |
| 4 phút | Số phút bị phạt | 12 phút                                |                           | Trọng tài: Drahomira Fialova Katie Guay Trọng tài biên: Natasa Pagon Zuzana Svobodová |
| 31 | Số cú đánh      | 21                                     |                           | Trọng tài: Drahomira Fialova Katie Guay Trọng tài biên: Natasa Pagon Zuzana Svobodová |
| Nieminen (Hovi) – 06:12 | 1–0             |                                        |                           | Trọng tài: Drahomira Fialova Katie Guay Trọng tài biên: Natasa Pagon Zuzana Svobodová |
| Välilä (Rahunen) – 15:32 | 2–0             |                                        |                           | Trọng tài: Drahomira Fialova Katie Guay Trọng tài biên: Natasa Pagon Zuzana Svobodová |
| Tapani (Tulus, Välimäki) (PP) – 17:44 | 3–0             |                                        |                           | Trọng tài: Drahomira Fialova Katie Guay Trọng tài biên: Natasa Pagon Zuzana Svobodová |
| Karvinen (Tuominen, Savolainen) – 27:14 | 4–0             |                                        |                           |                                                                                       |
| | 4–1             | 28:53 – Nordin (Grahm, Svedin)         |                           |                                                                                       |
| Välilä (Karvinen, Tapani) – 29:29 | 5–1             |                                        |                           |                                                                                       |
| | 5–2             | 39:12 – Stenberg (Nyhlén-Persson) (SH) |                           |                                                                                       |
| Nuutinen (Tulus, Rahunen) - 44:35 | 6–2             |                                        |                           |                                                                                       |
| Hakala (Rajahuhta) - 57:47 | 7–2             |                                        |                           |                                                                                       |

### Bán kết Tranh hạng 5–8
| 18 tháng 2 năm 2018 12:10 | Thụy Sĩ | 2–0 (1–0, 1–0, 0–0) | Triều Tiên | Kwandong Hockey Centre, Gangneung Số khán giả: 3.811 |

| Nguồn | Nguồn           | Nguồn   | Nguồn        | Nguồn                                                                                                  |
| --- | --------------- | ------- | ------------ | --- |
| | Janine Alder    | Thủ môn | Shin So-jung | Trọng tài: Gabrielle Ariano-Lortie Katarina Timglas Trọng tài biên: Jenni Heikkinen Veronica Johansson |
| \| Zollinger (Bullo, L. Benz) (PP) – 16:35 \| 1–0 \| \| \| Raselli (Rüegg, Altmann) – 38:52 \| 2–0 \| \| |                 |         |              | Trọng tài: Gabrielle Ariano-Lortie Katarina Timglas Trọng tài biên: Jenni Heikkinen Veronica Johansson |
| 2 phút                                                                                                   | Số phút bị phạt | 8 phút  |              | Trọng tài: Gabrielle Ariano-Lortie Katarina Timglas Trọng tài biên: Jenni Heikkinen Veronica Johansson |
| 53 | Số cú đánh      | 19      |              | Trọng tài: Gabrielle Ariano-Lortie Katarina Timglas Trọng tài biên: Jenni Heikkinen Veronica Johansson |
| Zollinger (Bullo, L. Benz) (PP) – 16:35                                                                  | 1–0             |         |              | Trọng tài: Gabrielle Ariano-Lortie Katarina Timglas Trọng tài biên: Jenni Heikkinen Veronica Johansson |
| Raselli (Rüegg, Altmann) – 38:52                                                                         | 2–0             |         |              | Trọng tài: Gabrielle Ariano-Lortie Katarina Timglas Trọng tài biên: Jenni Heikkinen Veronica Johansson |

| 18 tháng 2 năm 2018 16:40 | Thụy Điển | 1–2 OT (0–0, 1–1, 0–0) (OT: 0–1) | Nhật Bản | Kwandong Hockey Centre, Gangneung Số khán giả: 3.554 |

| Nguồn | Nguồn           | Nguồn                         | Nguồn         | Nguồn                                                                        |
| --- | --------------- | ----------------------------- | ------------- | ---------------------------------------------------------------------------- |
| | Sara Grahn      | Thủ môn                       | Nana Fujimoto | Trọng tài: Dina Allen Aina Hove Trọng tài biên: Jessica Leclerc Justine Todd |
| \| \| 0–1 \| 21:43 – Koike (Yoneyama, Ono) \| \| Johansson (SH) – 26:25 \| 1–1 \| \| \| \| 1–2 \| 63:16 – A. Toko (Osawa) \| |                 |                               |               | Trọng tài: Dina Allen Aina Hove Trọng tài biên: Jessica Leclerc Justine Todd |
| 8 phút | Số phút bị phạt | 8 phút                        |               | Trọng tài: Dina Allen Aina Hove Trọng tài biên: Jessica Leclerc Justine Todd |
| 29 | Số cú đánh      | 37                            |               | Trọng tài: Dina Allen Aina Hove Trọng tài biên: Jessica Leclerc Justine Todd |
| | 0–1             | 21:43 – Koike (Yoneyama, Ono) |               | Trọng tài: Dina Allen Aina Hove Trọng tài biên: Jessica Leclerc Justine Todd |
| Johansson (SH) – 26:25 | 1–1             |                               |               | Trọng tài: Dina Allen Aina Hove Trọng tài biên: Jessica Leclerc Justine Todd |
| | 1–2             | 63:16 – A. Toko (Osawa)       |               | Trọng tài: Dina Allen Aina Hove Trọng tài biên: Jessica Leclerc Justine Todd |

### Bán kết
| 19 tháng 2 năm 2018 13:10 | Hoa Kỳ | 5−0 (2−0, 2−0, 1−0) | Phần Lan | Gangneung Hockey Centre, Gangneung Số khán giả: 5.173 |

| Nguồn | Nguồn           | Nguồn   | Nguồn      | Nguồn                                                                                  |
| --- | --------------- | ------- | ---------- | -------------------------------------------------------------------------------------- |
| | Maddie Rooney   | Thủ môn | Noora Räty | Trọng tài: Nikoleta Celárová Nicole Hertrich Trọng tài biên: Nataša Pagon Justine Todd |
| \| Marvin (Duggan, Pelkey) − 02:25 \| 1−0 \| \| \| Cameranesi − 18:38 \| 2−0 \| \| \| Lamoureux-Davidson (Pannek, Cameranesi) (PP2) – 33:21 \| 3−0 \| \| \| Knight (Morin, Coyne) (PP) − 33:55 \| 4−0 \| \| \| Cameranesi (Brandt, Kessel) (PP) – 40:45 \| 5–0 \| \| |                 |         |            | Trọng tài: Nikoleta Celárová Nicole Hertrich Trọng tài biên: Nataša Pagon Justine Todd |
| 6 phút | Số phút bị phạt | 12 phút |            | Trọng tài: Nikoleta Celárová Nicole Hertrich Trọng tài biên: Nataša Pagon Justine Todd |
| 38 | Số cú đánh      | 14      |            | Trọng tài: Nikoleta Celárová Nicole Hertrich Trọng tài biên: Nataša Pagon Justine Todd |
| Marvin (Duggan, Pelkey) − 02:25 | 1−0             |         |            | Trọng tài: Nikoleta Celárová Nicole Hertrich Trọng tài biên: Nataša Pagon Justine Todd |
| Cameranesi − 18:38 | 2−0             |         |            | Trọng tài: Nikoleta Celárová Nicole Hertrich Trọng tài biên: Nataša Pagon Justine Todd |
| Lamoureux-Davidson (Pannek, Cameranesi) (PP2) – 33:21 | 3−0             |         |            | Trọng tài: Nikoleta Celárová Nicole Hertrich Trọng tài biên: Nataša Pagon Justine Todd |
| Knight (Morin, Coyne) (PP) − 33:55 | 4−0             |         |            |                                                                                        |
| Cameranesi (Brandt, Kessel) (PP) – 40:45 | 5–0             |         |            |                                                                                        |

| 19 tháng 2 năm 2018 21:10 | Canada | 5–0 (1–0, 1–0, 3–0) | Vận động viên Olympic từ Nga | Gangneung Hockey Centre, Gangneung Số khán giả: 3.396 |

| Nguồn | Nguồn            | Nguồn   | Nguồn                                   | Nguồn                                                                               |
| --- | ---------------- | ------- | --------------------------------------- | ----------------------------------------------------------------------------------- |
| | Shannon Szabados | Thủ môn | Valeria Tarakanova Nadezhda Alexandrova | Trọng tài: Katie Guay Melissa Szkola Trọng tài biên: Lisa Linnek Johanna Tauriainen |
| \| Wakefield (Spooner, Turnbull) – 01:50 \| 1–0 \| \| \| Poulin (Daoust) – 23:10 \| 2–0 \| \| \| Wakefield (Fortino, Turnbull) – 41:59 \| 3–0 \| \| \| Clark (Stacey, Mikkelson) – 42:30 \| 4–0 \| \| \| Johnston (Daoust, Irwin) (PP) – 54:08 \| 5–0 \| \| |                  |         |                                         | Trọng tài: Katie Guay Melissa Szkola Trọng tài biên: Lisa Linnek Johanna Tauriainen |
| 4 phút | Số phút bị phạt  | 16 phút |                                         | Trọng tài: Katie Guay Melissa Szkola Trọng tài biên: Lisa Linnek Johanna Tauriainen |
| 47 | Số cú đánh       | 14      |                                         | Trọng tài: Katie Guay Melissa Szkola Trọng tài biên: Lisa Linnek Johanna Tauriainen |
| Wakefield (Spooner, Turnbull) – 01:50 | 1–0              |         |                                         | Trọng tài: Katie Guay Melissa Szkola Trọng tài biên: Lisa Linnek Johanna Tauriainen |
| Poulin (Daoust) – 23:10 | 2–0              |         |                                         | Trọng tài: Katie Guay Melissa Szkola Trọng tài biên: Lisa Linnek Johanna Tauriainen |
| Wakefield (Fortino, Turnbull) – 41:59 | 3–0              |         |                                         | Trọng tài: Katie Guay Melissa Szkola Trọng tài biên: Lisa Linnek Johanna Tauriainen |
| Clark (Stacey, Mikkelson) – 42:30 | 4–0              |         |                                         |                                                                                     |
| Johnston (Daoust, Irwin) (PP) – 54:08 | 5–0              |         |                                         |                                                                                     |

### Tranh hạng bảy
| 20 tháng 2 năm 2018 12:10 | Thụy Điển | 6–1 (2–1, 1–0, 3–0) | Triều Tiên | Kwandong Hockey Centre, Gangneung Số khán giả: 4.125 |

| Nguồn | Nguồn                         | Nguồn                         | Nguồn                   | Nguồn                                                                               |
| --- | ----------------------------- | ----------------------------- | ----------------------- | ----------------------------------------------------------------------------------- |
| | Minatsu Murase Sarah Berglind | Thủ môn                       | Shin So-jung Han Do-hee | Trọng tài: Drahomira Fialova Aina Hove Trọng tài biên: Jenni Heikkinen Nataša Pagon |
| \| Küller (Rask, Udén Johansson) – 05:50 \| 1–0 \| \| \| \| 1–1 \| 06:21 – Han S. (Park J.) (PP) \| \| Alasalmi (Nylén Persson, Borgqvist) (PP) – 19:37 \| 2–1 \| \| \| Grahm (Rask, Nordin) – 36:27 \| 3–1 \| \| \| Svedin (Johansson, Hjalmarsson) – 43:05 \| 4–1 \| \| \| Rask (Lindh) – 49:31 \| 5–1 \| \| \| Johansson (Borgqvist, Hjalmarsson) – 57:19 \| 6–1 \| \| |                               |                               |                         | Trọng tài: Drahomira Fialova Aina Hove Trọng tài biên: Jenni Heikkinen Nataša Pagon |
| 6 phút | Số phút bị phạt               | 4 phút                        |                         | Trọng tài: Drahomira Fialova Aina Hove Trọng tài biên: Jenni Heikkinen Nataša Pagon |
| 40 | Số cú đánh                    | 16                            |                         | Trọng tài: Drahomira Fialova Aina Hove Trọng tài biên: Jenni Heikkinen Nataša Pagon |
| Küller (Rask, Udén Johansson) – 05:50 | 1–0                           |                               |                         | Trọng tài: Drahomira Fialova Aina Hove Trọng tài biên: Jenni Heikkinen Nataša Pagon |
| | 1–1                           | 06:21 – Han S. (Park J.) (PP) |                         | Trọng tài: Drahomira Fialova Aina Hove Trọng tài biên: Jenni Heikkinen Nataša Pagon |
| Alasalmi (Nylén Persson, Borgqvist) (PP) – 19:37 | 2–1                           |                               |                         | Trọng tài: Drahomira Fialova Aina Hove Trọng tài biên: Jenni Heikkinen Nataša Pagon |
| Grahm (Rask, Nordin) – 36:27 | 3–1                           |                               |                         |                                                                                     |
| Svedin (Johansson, Hjalmarsson) – 43:05 | 4–1                           |                               |                         |                                                                                     |
| Rask (Lindh) – 49:31 | 5–1                           |                               |                         |                                                                                     |
| Johansson (Borgqvist, Hjalmarsson) – 57:19 | 6–1                           |                               |                         |                                                                                     |

### Tranh hạng năm
| 20 tháng 2 năm 2018 16:40 | Thụy Sĩ | 1–0 (1–0, 0–0, 0–0) | Nhật Bản | Kwandong Hockey Centre, Gangneung Số khán giả: 3.958 |

| Nguồn                           | Nguồn              | Nguồn   | Nguồn         | Nguồn                                                                                                |
| ------------------------------- | ------------------ | ------- | ------------- | --- |
|                                 | Florence Schelling | Thủ môn | Nana Fujimoto | Trọng tài: Gabriella Gran Katarina Timglas Trọng tài biên: Charlotte Girard-Fabre Veronica Johansson |
| \| Raselli – 03:19 \| 1–0 \| \| |                    |         |               | Trọng tài: Gabriella Gran Katarina Timglas Trọng tài biên: Charlotte Girard-Fabre Veronica Johansson |
| 6 phút                          | Số phút bị phạt    | 4 phút  |               | Trọng tài: Gabriella Gran Katarina Timglas Trọng tài biên: Charlotte Girard-Fabre Veronica Johansson |
| 14                              | Số cú đánh         | 20      |               | Trọng tài: Gabriella Gran Katarina Timglas Trọng tài biên: Charlotte Girard-Fabre Veronica Johansson |
| Raselli – 03:19                 | 1–0                |         |               | Trọng tài: Gabriella Gran Katarina Timglas Trọng tài biên: Charlotte Girard-Fabre Veronica Johansson |

### Tranh huy chương đồng
| 21 tháng 2 năm 2018 16:40 | Phần Lan | 3–2 (1–0, 2–1, 0–1) | Vận động viên Olympic từ Nga | Kwandong Hockey Centre, Gangneung Số khán giả: 3.217 |

| Nguồn | Nguồn           | Nguồn                                        | Nguồn             | Nguồn                                                                                      |
| --- | --------------- | -------------------------------------------- | ----------------- | ------------------------------------------------------------------------------------------ |
| | Noora Räty      | Thủ môn                                      | Nadezhda Morozova | Trọng tài: Dina Allen Gabrielle Ariano-Lortie Trọng tài biên: Jessica Leclerc Justine Todd |
| \| Nieminen (Tuominen, Tapani) (PP) – 02:23 \| 1–0 \| \| \| Tapani (Karvinen) – 20:10 \| 2–0 \| \| \| \| 2–1 \| 22:40 – Sosina (Belyakova) \| \| Välimäki (Hovi) – 32:18 \| 3–1 \| \| \| \| 3–2 \| 46:03 – Belyakova (Batalova, Shtaryova) (PP) \| |                 |                                              |                   | Trọng tài: Dina Allen Gabrielle Ariano-Lortie Trọng tài biên: Jessica Leclerc Justine Todd |
| 8 phút | Số phút bị phạt | 35 phút                                      |                   | Trọng tài: Dina Allen Gabrielle Ariano-Lortie Trọng tài biên: Jessica Leclerc Justine Todd |
| 22 | Số cú đánh      | 22                                           |                   | Trọng tài: Dina Allen Gabrielle Ariano-Lortie Trọng tài biên: Jessica Leclerc Justine Todd |
| Nieminen (Tuominen, Tapani) (PP) – 02:23 | 1–0             |                                              |                   | Trọng tài: Dina Allen Gabrielle Ariano-Lortie Trọng tài biên: Jessica Leclerc Justine Todd |
| Tapani (Karvinen) – 20:10 | 2–0             |                                              |                   | Trọng tài: Dina Allen Gabrielle Ariano-Lortie Trọng tài biên: Jessica Leclerc Justine Todd |
| | 2–1             | 22:40 – Sosina (Belyakova)                   |                   | Trọng tài: Dina Allen Gabrielle Ariano-Lortie Trọng tài biên: Jessica Leclerc Justine Todd |
| Välimäki (Hovi) – 32:18 | 3–1             |                                              |                   |                                                                                            |
| | 3–2             | 46:03 – Belyakova (Batalova, Shtaryova) (PP) |                   |                                                                                            |

### Tranh huy chương vàng
| 22 tháng 2 năm 2018 13:10 | Canada | 2–3 GWS (0–1, 2–0, 0–1) (OT: 0–0) (SO: 0–1) | Hoa Kỳ | Gangneung Hockey Centre, Gangneung Số khán giả: 4.467 |

| Nguồn | Nguồn            | Nguồn                                                  | Nguồn         | Nguồn                                                                                      |
| --- | ---------------- | ------------------------------------------------------ | ------------- | ------------------------------------------------------------------------------------------ |
| | Shannon Szabados | Thủ môn                                                | Maddie Rooney | Trọng tài: Nicole Hertrich Katarina Timglas Trọng tài biên: Lisa Linnek Johanna Tauriainen |
| \| \| 0–1 \| 19:34 – Knight (Morin, Decker) (PP) \| \| Irwin (Turnbull) – 22:00 \| 1–1 \| \| \| Poulin (Agosta, Daoust) – 26:55 \| 2–1 \| \| \| \| 2–2 \| 53:39 – Lamoureux-Morando (Pannek) \| |                  |                                                        |               | Trọng tài: Nicole Hertrich Katarina Timglas Trọng tài biên: Lisa Linnek Johanna Tauriainen |
| Spooner Agosta Poulin Daoust Jenner Agosta | Luân lưu         | Marvin Brandt Pfalzer Kessel Knight Lamoureux-Davidson |               | Trọng tài: Nicole Hertrich Katarina Timglas Trọng tài biên: Lisa Linnek Johanna Tauriainen |
| 12 phút | Số phút bị phạt  | 6 phút                                                 |               | Trọng tài: Nicole Hertrich Katarina Timglas Trọng tài biên: Lisa Linnek Johanna Tauriainen |
| 31 | Số cú đánh       | 42                                                     |               | Trọng tài: Nicole Hertrich Katarina Timglas Trọng tài biên: Lisa Linnek Johanna Tauriainen |
| | 0–1              | 19:34 – Knight (Morin, Decker) (PP)                    |               | Trọng tài: Nicole Hertrich Katarina Timglas Trọng tài biên: Lisa Linnek Johanna Tauriainen |
| Irwin (Turnbull) – 22:00 | 1–1              |                                                        |               | Trọng tài: Nicole Hertrich Katarina Timglas Trọng tài biên: Lisa Linnek Johanna Tauriainen |
| Poulin (Agosta, Daoust) – 26:55 | 2–1              |                                                        |               |                                                                                            |
| | 2–2              | 53:39 – Lamoureux-Morando (Pannek)                     |               |                                                                                            |

## Xếp hạng chung cuộc
| VT | Bg | Đội                          | Tr | T | THP | BHP | B | BT | BB | BHS | Đ  |
| -- | -- | ---------------------------- | -- | - | --- | --- | - | -- | -- | --- | -- |
| 1  | A  | Hoa Kỳ                       | 5  | 3 | 1   | 0   | 1 | 17 | 5  | +12 | 11 |
| 2  | A  | Canada                       | 5  | 4 | 0   | 1   | 0 | 18 | 5  | +13 | 13 |
| 3  | A  | Phần Lan                     | 6  | 3 | 0   | 0   | 3 | 17 | 17 | 0   | 9  |
| 4  | A  | Vận động viên Olympic từ Nga | 6  | 1 | 0   | 0   | 5 | 9  | 25 | −16 | 3  |
| 5  | B  | Thụy Sĩ                      | 6  | 5 | 0   | 0   | 1 | 18 | 8  | +10 | 15 |
| 6  | B  | Nhật Bản                     | 5  | 1 | 1   | 0   | 3 | 8  | 8  | 0   | 5  |
| 7  | B  | Thụy Điển                    | 6  | 3 | 0   | 1   | 2 | 20 | 13 | +7  | 10 |
| 8  | B  | Triều Tiên (H)               | 5  | 0 | 0   | 0   | 5 | 2  | 28 | −26 | 0  |

## Thống kê

### Vua phá lưới
| Tên                         | ST | BT | KT | Đ  | +/− | PIM | VT |
| --------------------------- | -- | -- | -- | -- | --- | --- | -- |
| Alina Müller                | 6  | 7  | 3  | 10 | +5  | 4   | F  |
| Christine Meier             | 6  | 0  | 8  | 8  | +4  | 0   | D  |
| Mélodie Daoust              | 5  | 3  | 4  | 7  | +7  | 2   | F  |
| Marie-Philip Poulin         | 5  | 3  | 3  | 6  | +5  | 8   | F  |
| Lara Stalder                | 6  | 3  | 3  | 6  | +3  | 4   | F  |
| Michelle Karvinen           | 6  | 3  | 3  | 6  | –1  | 2   | F  |
| Fanny Rask                  | 6  | 2  | 4  | 6  | +4  | 0   | F  |
| Jocelyne Lamoureux-Davidson | 5  | 4  | 1  | 5  | +3  | 0   | F  |
| Riikka Välilä               | 6  | 4  | 1  | 5  | –2  | 0   | F  |
| Rebecca Johnston            | 5  | 3  | 2  | 5  | +2  | 2   | F  |
| Dani Cameranesi             | 5  | 3  | 2  | 5  | +1  | 0   | F  |

ST = Số trận; BT = Số bàn; KT = Kiến tạo; Đ = Điểm; +/− = Hiệu số bàn thắng khi cầu thủ có mặt trên sân; PIM = Số phút bị phạt; VT = Vị trí; F = Tiền đạo; D = Hậu vệ

Nguồn: IIHF.com Lưu trữ ngày 26 tháng 7 năm 2021 tại Wayback Machine

### Thủ môn hàng đầu
| Tên                | TOI    | GA | GAA  | SA  | Sv%   | SO |
| ------------------ | ------ | -- | ---- | --- | ----- | -- |
| Shannon Szabados   | 200:00 | 4  | 1.20 | 79  | 94.94 | 1  |
| Maddie Rooney      | 258:56 | 5  | 1.16 | 92  | 94.57 | 1  |
| Sara Grahn         | 262:14 | 8  | 1.83 | 145 | 94.48 | 1  |
| Florence Schelling | 298:19 | 7  | 1.41 | 120 | 94.17 | 2  |
| Nana Fujimoto      | 236:30 | 7  | 1.78 | 87  | 91.95 | 0  |

TOI = Thời gian trên sân (Phút:Giây); SA = Số cú đánh phải nhận; GA = Số bàn thua; GAA = Số bàn thua trung bình; Sv% = Tỉ lệ cứu thua; SO = Số trận giữ sạch lưới

Nguồn: IIHF.com Lưu trữ ngày 28 tháng 1 năm 2022 tại Wayback Machine

## Giải thưởng
- Đội hình tiêu biểu theo báo chí[11]
  - Thủ môn::  Noora Räty
  - Hậu vệ:  Jenni Hiirikoski,  Laura Fortino
  - Tiền đạo:  Mélodie Daoust,  Jocelyne Lamoureux,  Alina Müller
- Cầu thủ xuất sắc nhất:  Mélodie Daoust
- Các cầu thủ xuất sắc nhất theo ban tổ chức:
  - Thủ môn:  Shannon Szabados
  - Hậu vệ:  Jenni Hiirikoski
  - Tiền đạo:  Alina Müller

Nguồn: IIHF.com Lưu trữ ngày 28 tháng 1 năm 2022 tại Wayback Machine